# Metagenomika
Metagenomika – bezpośrednie klonowanie, sekwencjonowanie i funkcjonalna analiza materiału genetycznego izolowanego z różnych nisz ekologicznych.
Składa się z pięciu etapów:
1. Izolacja DNA – próbka jest pobierana z naturalnego środowiska flory bakteryjnej, zawiera różne typy mikroorganizmów. Komórki bakterii mogą być otwierane za pomocą metod chemicznych (np. silnie zasadowy odczyn) lub za pomocą fizycznych (np. sonikacja).
2. Cięcie na mniejsze fragmenty przy pomocy enzymów restrykcyjnych i wklonowywanie w wektory.
3. Wprowadzenie wektorów z insertem z DNA do modelowego organizmu (najczęściej jest to Escherichia coli).
4. Hodowla komórek na selektywnych mediach (każda komórka jest początkiem dla kolonii komórek powstałych wskutek podziałów tej pierwszej).
5. Analiza DNA z metagenomowych bibliotek.

Jeden z najbardziej znanych projektów metagenomiki dotyczył sekwencjonowania DNA z Morza Sargassowego. Jego rezultatem była identyfikacja wielu nieznanych genów.